# Седиментациона равнотежа
Седиментациона равнотежа је аналитички метод за мерење моларне масе протеина, и за проучавање међусобних интеракција протеина. Заснива се на ултрацентрифуги.
Када се микроскопске честице размуте у растварачу, након извесног времена успоставиће се у систему равнотежа (дакле током времена више неће бити промена) где је концентрација честица при дну много већа него на врху. То је добро познато из свакодневног живота, рецимо ако се посматра боза или било које друго мутно пиће усуто у дубоку чашу: течност је бистрија на врху него на дну. 
Равнотежа се успоставља као резултат супротног деловања гравитације која би да све честице спусти на дно (седиментација) и топлотног кретања молекула растварача који се томе супротстављају. 
Перен је 1908-1909 у серији врло једноставних, али генијалних, огледа испитивао седиментациону равнотежу латекса (млечног сока различитих врста тропског дрвећа из којег се добија каучук) и на основу тога експериментално потврдио, до тада само хипотезу, о постојању атома и молекула као дискретних честица.